# 巍山城墙
巍山城墙，位于中国云南省大理市巍山县，为原蒙化府城墙，始建于明代。现存北门拱辰楼。

## 历史
明代，设蒙化卫，始筑城墙。
1993年11月16日，拱辰楼列为第四批云南省文物保护单位。
2015年1月3日，拱辰楼因火灾被毁。

## 形制
巍山城墙设有四门，分别为：东为忠武门、南为南薰门、西为威远门、北为拱辰门。现仅存北门。